# Мустафі аль-Мамалек
Мірза Хасан-хан Мустафі аль-Мамалек (перс. میرزا حسن مستوفیالممالک‎; 5 жовтня 1874 — 28 серпня 1932) — перський державний і політичний діяч, шість разів очолював уряд країни.